# Фатєєво (Жуковський район)
Фатєєво (рос. Фатеево) — присілок в Жуковському районі Калузької області Російської Федерації.
Населення становить 6 осіб. Входить до складу муніципального утворення Село Трубино.

## Історія
Від 2004 року входить до складу муніципального утворення Село Трубино

## Населення
| 2002 | 2010 |
| ---- | ---- |
| 11   | ↘6   |